# Liste de films irakiens
Une liste alphabétique des films produits en Irak :

## A
- Ahlaam (2005)
- Alia et Issam (1948)
- Amira wal-nahr, al- (1982)
- Ana Al-Irak (1961)
- Another Day (1978)
- Aouda il al Rif, Al (1963)
- Arouss Al-Phurate (1956)
- Arzu ile Kamber (1952)
- Ashiq, al- (1985)
- Asuar, al- (1979)
- Ayyam al-tawila, al- (1980)
- Alhodood Almultahebah (1986)

## B
- Back to Babylon (film) (Retour à Babylone) (2002)
- Babel habibiti (1988)
- Basra sa'a Hidash (1963)
- Bekhal's Tears (2005)
- Black Hawk Down
- Blood of My Brother: A Story of Death in Iraq, The (2005)
- Boy of Baghdad (2004)

## C
- Churches in Iraq (1988)

## D
- Dawn of the World (L'Aube du monde) (2008)
- Doktor Hassan, Al (1960)
- Dol (2007)
- Dreams of Sparrows, The (2005)

## H
- Heroes Are Born Twice (1977)
- Houses in That Alley (1978)
- Hudud al Multahiba, al- (1986)

## I
- In My Mother's Arms (2011)
- Iraq: War, Love, God & Madness (2010)
- Iraq in Fragments (2006)
- Irhamuni (1957)

## J
- Jiyan (2002)

## K
- Kilomètre zéro (2005)
- Kitar al Scia Saba (1961)

## L
- Lakposhtha hâm parvaz mikonand (2004)
- Layali al-azab (1964)

## M
- Marsiyeh barf (2005)
- Mas' Ala Al-Kubra, al- (1983)
- Mashour zowaje (1961)
- Min al mass'oul (1956)

## N
- Nabokodnassar (1960)
- Nadam (1954)
- Nahr, al- (1977)
- Naima (1963)
- Niwemang (2006)

## P
- Poet of Cane, The (2000)

## Q
- Qadisiya, al- (1981)
- Qannas, al- (1981)

## R
- Ras, al- (1976)

## S
- Son of Babylon (2010)
- Said effendi (1957)
- Sari's Mother (2006)
- Sea Clamor (1987)

## T
- Tiswahun (1955)
- The situation in Lebanon (1977)

## U
- U nergiz biskivin (2006)
- Underexposure (2005)

## V
- Voices of Iraq (2004)

## W
- We Iraqis (Nous les Irakiens) (2004)
- Warda (1956)
- Warrak al-Kharif (1964)
- WMD: Weapon of Mass Destruction (2004)

## Y
- Yadul Kadar (1964)

## Z
- Zamioun, al- (1973)
- Zaman Al-Hob (1990)
- Zaman, the Man from the Reeds (2004)